# Komisija za nadzor javnih financ Državnega zbora Republike Slovenije
Komisija za nadzor javnih financ je komisija Državnega zbora Republike Slovenije.

## Delovanje
»Komisija: 
- nadzoruje izvrševanje državnega proračuna ter finančnih načrtov Zavoda za pokojninsko in invalidsko zavarovanje Slovenije, Zavoda za zdravstveno zavarovanje Slovenije in javnega zavoda Radiotelevizija Slovenija z vidika zakonitosti, namenskosti in racionalnosti porabe ter pravilnosti njihovih finančnih izkazov na podlagi poročil računskega sodišča; 
- spremlja izvrševanje proračunov lokalnih skupnosti, ki prejemajo finančna sredstva za izravnavo, in nadzoruje namensko porabo sredstev, prejetih iz državnega proračuna; 
- nadzoruje izvrševanje finančnih načrtov in pravilnost finančnih izkazov javnih skladov, javnih podjetij in zavodov, katerih ustanovitelj je Republika Slovenija; 
- poroča Državnemu zboru o nadzorstvu, ki ga opravlja, in mu predlaga potrebne ukrepe«

## Sestava
5. državni zbor Republike Slovenije
- predsednik: Andrej Vizjak
- podpredsednik: Janez Ribič
- člani: Anton Anderlič, Zvonko Černač, Janez Janša, Rado Likar, Silven Majhenič, Breda Pečan, Alojzij Potočnik, Vili Rezman, Vili Trofenik

8. državni zbor Republike Slovenije
- Predsednik: Igor Peček
- Podpredsednica: Alenka Bratušek
- Člani: Franc Breznik, Brane Golubović, Zmago Jelinčič Plemeniti, Luka Mesec, Bojana Muršič, Robert Pavšič, Marko Pogačnik, Robert Polnar, Jani Prednik, Aleksander Reberšek, Franc Trček, Dušan Verbič, Elena Zavadlav Ušaj

9. državni zbor Republike Slovenije
- predsednik: Jernej Vrtovec
- podpredsednik: Janez Cigler Kralj
- člani: Jožef Horvat, Milan Jakopovič, Jani Prednik, Aleksander Reberšek, Branko Zlobko